# Top Albums
Le Top Albums est un hit-parade créé en 1985, recensant les meilleures ventes d'albums en France. Il se différencie en cela du Top 50, classement officiel des ventes de singles.

## Histoire
Dans la continuité du Top 50, les instituts à l'origine du classement (Nielsen et l'Ipsos) créent un classement des ventes d'albums est créé en janvier 1985, sous le nom de Top 20. Il comporte alors 20 places et son rythme est mensuel.
Le 4 mars 1987, le classement devient bimensuel. Le nombre de places évolue à 30 ; il prend le nom de Top 30 et inclut également les 33 tours, les cassettes et les compacts discs.
En avril 1989, le Top 30 devient le Top Albums, et contient désormais 50 places. Les best-of sont alors exclus et vont rejoindre le classement des compilations (qui comprend désormais 10 positions).
Le 22 mai 1992, le classement devient hebdomadaire.
Un an plus tard, lors de la troisième crise du disque, le Top 50 ainsi que le Top Albums changent de façon importante. En effet, le Top Albums est désormais établie par Tite-Live et une filiale de l'IFOP. Durant les années qui suivent, le nombre de places augmente (50 en 1993 puis 75 en novembre 1997 et 200 en 2004)
À partir de 2006, un second classement, ne prenant en compte que les téléchargements, est créé en parallèle de celui des ventes physiques, incluant les Best of et les compilations de tubes divers.
En janvier 2011, un classement fusionné des supports physiques et des téléchargements est établi, incluant les Best of et les compilations de tubes divers.
Le 15 juillet 2016, un nouveau classement apparaît en parallèle de celui des ventes : le classement mégafusion, qui fusionne les ventes (physiques et numériques) avec les écoutes en streaming des pistes de l'album.

## Modalité actuelle
Durée de présence maximale
Le Top Albums classe les albums dont la date de commercialisation est inférieure à 3 ans (2 ans avant août 2020).
Prise en compte du streaming dans le classement mégafusion
Le classement mégafusion intègre les écoutes en streaming des titres des albums, les ventes physiques (CDs, Vinyles) et les ventes par téléchargement. Les écoutes en streaming sont converties en « équivalent ventes » qui sont ensuite ajoutées aux ventes physiques et aux téléchargements.
Les albums streamés sont convertis en "unités" sur la base suivante :
- Somme de tous les streams des titres de l’album (Abonnements uniquement)
- Retrait de 50 % des volumes du titre de l’album le plus streamé
- Division du résultat par 1 500 et obtention du nombre d’équivalent-albums
- Ajout du nombre d’équivalent-albums obtenu aux ventes physiques et aux téléchargements

## Diffusion dans les médias

### À la télévision
À la télévision, le Top Albums est diffusé de janvier 1985 au 3 septembre 1993 sur Canal+, puis de 2000 à 2002 sur TF6. Jusqu'alors, la diffusion du classement à la télévision a été, liée au Top 50. Elle était diffusée, le plus souvent, sous forme de rubriques. Le plus souvent, les habillages du Top Albums ont été calqués sur ceux du Top Singles.
Ce n'est qu'à partir de sa diffusion sur MCM Pop, en 2004, que le Top Albums devient une émission à part entière. Puis, en 2008, l'émission était diffusée sur Virgin 17, jusqu'en 2010. Enfin, depuis le 9 septembre 2017, le classement est programmé sur CStar.

#### Canal+
Le Top 20 (1985-1987)
En janvier 1985, est créé le Top 20, classement mensuel des ventes de 33 tours et cassettes. Il est révélé le premier dimanche du mois à l'heure de midi. Durant l'été 1986, le Top 20 est tourné en extérieur, en Camargue, au Maroc avec Jeanne Mas[pertinence contestée]...
Le Top 30 (1987-1989)
À noter qu'à partir du 4 mars 1987, le Top 20 disparaît et devient un Top 30 bimensuel incluant les 33 tours, les cassettes et maintenant les compacts disc. Chaque mercredi sera consacré à ce classement des ventes d'albums permettant de découvrir les clips d'artistes qui n'ont pas forcément les honneurs du Top 50. On peut ainsi découvrir des clips de Paul Simon, Fleetwood Mac, Genesis, entre autres.
À la rentrée 1988, la quotidienne est désormais diffusée de 18 h 45 à 19 h 30, avant Nulle part ailleurs. En effet, les lundis, mardis, jeudis et vendredis, la première partie de l'émission est consacrée au Top 50, la deuxième partie se concentre sur la diffusion de 2 clips d'albums classés au Top 30. Le mercredi étant consacré à la révélation du Top 30.
Top Albums
La diffusion du classement débute le 26 avril 1989. Elle est diffusée sur Canal+ et est présenté par l'animateur du Top 50, Marc Toesca. Au départ, elle diffuse le classement des meilleures ventes de cassettes, d'albums et de CD en France. ce classement, tout comme son ancêtre le Top 30 est bimensuel à sa création. Les émissions du jeudi et vendredi lui seront consacrées. Un tournant se précise, on veut mettre de plus en plus l'accent sur l'album et non plus sur le 45 tours. Le générique du Top Albums s'adapte et inclut une musique additionnelle au générique historique Dream de P. Lion, en effet, il s'enchaîne avec un extrait de Shellshock des New Order.
En février 1990, le Top Albums prend un peu plus de place dans la diffusion du Top 50. Il se déroule du mercredi au jeudi, le Top 50 étant révélé le samedi de 19 h 30 à 20 h 30. Les émissions du lundi et mardi sont consacrés à la diffusion des entrées et des progressions du Top 50.
Durant la saison 1990-91, Marc Toesca présente le Top Albums derrière un fond bleu.
Dès le 2 septembre 1991, l'émission est animée par Yvan Le Bolloc'h et Bruno Solo et le classement est diffusé un vendredi sur deux à 18 h 30. Lorsque le Top Albums devient hebdomadaire le 22 mai 1992, l'émission du vendredi est exclusivement consacrée à la révélation du Top Albums.
La dernière émission (la 148e) du Top Albums a été diffusée le 3 septembre 1993.

#### TF6
Sur TF6, le Top Albums est une séquence diffusée au cœur du Top 50 et donne le Top 5 du 22 décembre 2000 au 28 juin 2002. Idem lorsque le Top 50 migre sur MCM.

#### MCM Top
À partir de 2004, et ce, jusqu'en 2008, Le Top Albums est diffusée sur MCM Top. Le programme se détache du Top 50 à partir de 2004. Le déroulement n'est qu'une succession de clips et donc, n'est pas présenté.

#### Virgin 17
À la rentrée 2008, le Top Albums migre de MCM Top à Virgin 17 et est rebaptisé Hit Albums. En 2009, Le Hit Albums redevient le Top Albums. Le programme disparaît en août 2010, lors de la disparition de la chaîne.
Diffusé le mardi de 8 h 30 à 9 h, puis le samedi et le dimanche de 13 h 30 à 14 h 30, Virgin 17 diffuse les 15 meilleures ventes d'albums en France. Il n'y a toujours pas d'animateurs, c'est toujours une suite de clips.

#### CStar
Diffusion
À partir du samedi 9 septembre 2017, CStar diffuse l'émission le samedi à 10h15 (11h30 à ses débuts) puis la rediffuse au cours de la semaine à plusieurs reprises. Le programme est présenté par T-Miss (suppléée par Juanita à partir du 22 février 2019), qui anime aussi le Top Streaming sur la même chaîne. Puis le 7 septembre 2018, l'émission change d'horaire en passant le vendredi à 20h00.
À partir du 11 janvier 2019, l'émission est diffusée sous deux versions : une version courte de 30 minutes diffusée le vendredi à 20h00 et une version longue de 60 minutes diffusée tout au long de la semaine du samedi au vendredi suivant. De plus, il ne propose plus qu'une page de publicité pendant l'émission contre deux auparavant.
Du 20 mars au 4 juin 2020 inclus, la diffusion de l'émission est suspendue à cause des mesures sanitaires liées à l'épidémie de Covid-19. Mais durant l'épidémie, certaines places du classement continuaient d'être répertoriés sur le compte Twitter de la chaîne. La diffusion reprend le 6 juin, mais elle est diffusée provisoirement tout en images et présenté en voix off par Juanita (remplacé durant l'été par Olia Ougrik). L'émission fait son retour en plateau à partir du 4 septembre 2020, et marque le retour de T-Miss.
Au début de l'année 2021, le plateau de l'émission évolue.
Le 9 Juillet 2022, T-Miss anime sa dernière émission. Fatia Chakroun reprend la présentation en voix-off, l'émission étant désormais diffusé tout en images comme pour le Top Steaming.
Déroulement
Le début de l'émission annonce la sortie des nouveaux albums dans la rubrique Les sorties de la semaine. Côté classement, un clip présent dans l'album est diffusé mais seuls une quinzaine passe. Le classement présenté dans l'émission est le classement Mégafusion. De plus, l'émission est quelquefois, accompagnée de l'interview d'un chanteur en promotion d'un album, interviewé par T-Miss.
Emissions de fin d'année
L'émission Le Top Albums de l'année 2016 a été diffusée le 24 décembre 2016. Le programme était présenté par Jessie Claire et Jimmy Buzz, les présentateurs du Top Streaming. Depuis, les émissions de rétrospectives de fin d'année du Top Albums sont diffusées chaque année.

### À la radio
Le Top Albums était d'abord diffusé sur Europe 1 dans les cases du Top 50 jusqu'en 1991.
Durant la saison 1991/92, L'émission migre sur Europe 2 en étant diffusée le samedi de 19 h à 20 h 30 et était présenté par Bruno Labouret. Durant la saison suivante, l'horaire change en passant de 17 h à 20 h toujours le samedi ainsi que la présentation où l'on retrouve Nicolas Durois et Valli jusqu'en septembre 1993. Le classement n'est ensuite plus diffusée.
Il faut attendre le retour du Top sur France 2 en 1995 pour revoir le classement. Yann Kulig présente alors le Top Albums. l'émission est diffusée le dimanche matin jusqu'en 1997.
Durant la saison 2009-10, Europe 1 diffuse le Top Albums, qui était une séquence dans le Top 50. L'émission était présenté par Aline Afanoukoé. Elle évoque les sorties, les entrées, les progressions, ce n'est pas une révélation classique de classement de la 50e à la première place.

### Dans la presse écrite
En 1992, le classement du Top Albums est publié dans L'Express puis dans Le Journal du Dimanche à partir du 25 décembre 1992, jusqu'à son abandon par Canal+ en septembre 1993.
À partir de septembre 1993, l'institut Ifop Tite Live pour le SNEP, le GIEEPA et l'UFPI remplacent de Nielsen et Ipsos dans l'élaboration du classement. Aucune diffusion, en dehors de la presse spécialisée[Laquelle ?][citation nécessaire], n'est faite de ce classement.
Le magazine Platine créé en 1992 publie les classements des Top Albums et Top 50 à partir de janvier 1995 avant de mai à décembre 1995 sur France 2. Elia Habib réalisera des « chartroscopies », sortes de commentaires des classements de 2004 à 2006.
Enfin le magazine professionnel Musique Info hebdo publie bien entendu tous les classements de ventes de disques depuis sa création à l'automne 1997.